# Neo-noir
A neo-noir (a görög neo, "új", és a francia noir, "fekete" szóból való) egy olyan filmstílus, amely a film noir számos elemét használja, de modern témákat dolgoz fel. Esztétikailag olyan stíluselemeket is tartalmaz, amelyek az 1940-es és 1950-es évek film noir filmjeiből hiányoztak.

## Története
A "film noir" kifejezést először Nino Frank kritikus használta 1946-ban, de a filmkészítők, a kritikusok és a közönség csak évtizedekkel később kezdte használni. Raymond Borde és Etienne Chaumeton francia kritikusok tették népszerűvé a kifejezést 1955-ben. A film noir klasszikus korszakát gyakran az 1940-es évek elejétől az 1950-es évek végéig tartó időszakra vonatkoztatják. Általában bűnügyi drámák vagy lélektani thrillerek, a film noirnak számos filmje volt közös témákkal és cselekménybeli megoldásokkal, valamint számos jellegzetes vizuális elemmel. A szereplők gyakran ellentmondásos antihősök voltak, akik nehéz és kétségbeesett helyzetbe kerültek, nihilista erkölcsi rendszerben. A vizuális elemek közé tartozik a visszafogott világítás, a fény és az árnyékok használatának kiemelése, valamint a szokatlan helyszíneken elhelyezett kamerák.
Bár az 1960-as évek eleje óta a klasszikus film noirnak csak néhány jelentős filmje volt, más műfajokra jelentős hatást gyakoroltak. Ezek a filmek jellemzően a film noirra emlékeztető tematikai és vizuális elemeket egyaránt tartalmaznak. A klasszikus film noir filmekhez hasonlóan, amelyeket függetlenül készítettek, tekintettel arra, hogy a hollywoodi stúdiók nem fordítottak rájuk figyelmet, sok neo-noir film is független.
Az 1970-es években az új filmeket nagyon gyakran hasonlították a film noir filmekhez. A klasszikus film noir filmektől eltérően a neo-noir filmek tudatában vannak a modern körülményeknek és technológiának, olyan részleteknek, amelyek a klasszikus film noir filmek cselekményéből jellemzően hiányoztak vagy kevésbé voltak fontosak. Az ezekben a filmekben alkalmazott modern témák közé tartoznak az identitáskrízisek, az emlékezet és a szubjektivitás témái, valamint a technológiai problémák és azok társadalmi következményei. Hasonlóképpen a fogalom kiterjeszthető más olyan fikciós művekre is, amelyek ezeket az elemeket tartalmazzák.
A neo noir akkor kapott globális jelleget és hatást, amikor a filmkészítők elkezdtek elemeket meríteni a világpiaci filmekből. Például Quentin Tarantino munkáira hatással volt Ringo Lam Lángoló város című filmje. Ez különösen igaz volt a noir-hangulatú Kutyaszorítóban filmre, amely 1992 októberében meghatározó szerepet játszott Tarantino hírnevének megalapozásában.

## Kifejezés
A klasszikus film noirhoz képest a neo-noir kifejezés használata általában egy sokkal bővebb meghatározással társul, amelyben az olyan jellemzők, mint a szín, a képformátum vagy a gyártási ország már nem játszanak szerepet. A tartalmi elemek gyakran csak érintőlegesen utalnak a klasszikus művekre. Ez az egyik oka annak, hogy a neo-noir kifejezés ellenzői a film noirt időben lezárt jelenségnek tekintik. Ez utóbbit a történelmi összefüggések határozták meg, és az újabb időkben már nem volt alapja. Az 1990-es évek szakértői szerint a film noir jellegzetes vonásait tartalmazó filmek még mindig készülnek; ezeket neo-noirnak is nevezhetjük.

## Fordítás
- Ez a szócikk részben vagy egészben  a   neo-noir című angol Wikipédia-szócikk fordításán alapul.  Az eredeti cikk szerkesztőit annak laptörténete sorolja fel. Ez a jelzés csupán a megfogalmazás eredetét és a szerzői jogokat jelzi, nem szolgál a cikkben szereplő információk forrásmegjelöléseként.